# Karel
Karel je moško osebno ime.

## Izvor imena
Ime Karel je po izvoru germansko. Nemško ime Karl razlagajo iz starovisokonemške besede karl v pomenu »mož, soprog«. V stari nordijščini je ta beseda pomenila tudi »snubec brez dediščine«.

## Različice imena
- moške različice imena: Carlo, Čarli, Karl, Karli, Karlo, Karol, Karolj, Korel, Korl
- ženske različice imena: Karla, Karlina, Karolina, Šarlota

## Tujejezikovna raba imena
- pri Nemcih: Karl, Carl
- pri Angležih: Charles, Carl, Karl
- pri Francozih: Charles
- pri Špancih in Portugalcih: Carlos
- pri Kataloncih: Carles
- pri Italijanih: Carlo
- pri Hrvatih: Karlo
- pri Čehih: Karel
- pri Madžarih: Károly
- pri Poljakih in Slovakih: Karol
- pri Fincih in Estoncih: Karl, Kaarle, Kalle
- pri Latvijcih: Kārlis
- pri Litvancih: Karolis
- pri Švedih: Carl, Kalle
- pri Dancih, Norvežanih, Islandcih: Carl, Karl
- pri Nizozemcih in Flamcih: Karel, Karl ?
- srednjeveško latinsko: Karolus, Carolus

## Pogostost imena
Po podatkih Statističnega urada Republike Slovenije je bilo na dan 31. decembra 2007 v Sloveniji število moških oseb z imenom Karel: 1.689. Med vsemi moškimi imeni pa je ime Karel po pogostosti uporabe uvrščeno na 125. mesto.

## Osebni praznik
V koledarju je ime Karel zapisano 4. novembra (Karel Boromejski, nadškof v Milanu, † 4. nov. 1584).

## Znane osebe
- Karel Čapek, češki pisatelj
- Karel Destovnik - Kajuh, slovenski pesnik, prevajalec in narodni heroj
- Karel Martel, frankovski vladar
- Karel Veliki, frankovski kralj in cesar
- Karel I. Avstrijski, zadnji avstrijski cesar
- Karel II. Plešasti itd.

## Zanimivosti
- Nadškof Karel Boromejski velja med drugim za zavetnika salzburške univerze, ter za zavetnika dušnih pastirjev, semenišč in zavetnika proti kugi.
- Karel je bilo pogosto ime vladarjev v Evropi. Najbolj znan med njimi je Karel Veliki, francoski kralj in rimski cesar.
- Po Karlih je bilo poimenovanih več mest, med drugimi tudi Karlovec in Karlobag na Hrvaškem, Karlovy Vary (Karlsbad) na Češkem, Karlskrona na Švedskem, Charleroi v Belgiji in druga.